# Летние Азиатские игры 1951
I Азиатские игры, Летние Азиатские игры 1951 проводились в Нью-Дели с 4 марта по 11 марта 1951 года. Это был первый в истории крупный международный чемпионат среди спортсменов со всей Азии. В Играх в состязаниях по 6 видам спорта приняли участие 489 спортсмена из 11 стран.

## Страны-участницы
Национальный олимпийский комитет (НОК) называет и страны в соответствии с их кодами МОК в то время. Ниже приведен список стран участниц.
- Афганистан
- Бирма
- Цейлон
- Индия
- Индонезия
- Иран
- Сингапур
- Таиланд
- Филиппины
- Непал
- Япония

## Виды спорта
- Водные виды спорта
  -  Плавание (8)
  -  Прыжки в воду (2)
  -  Водное поло (1)
- Лёгкая атлетика (33)
- Баскетбол (1)
- Велоспорт (4)
- Футбол (1)
- Тяжёлая атлетика (7)

## Итоги Игр
Принимающая страна Индия
| Место    | Страна    | Золото | Серебро | Бронза | Всего |
| -------- | --------- | ------ | ------- | ------ | ----- |
| 1        | Япония    | 24     | 21      | 15     | 60    |
| 2        | Индия     | 15     | 16      | 20     | 51    |
| 3        | Иран      | 8      | 6       | 2      | 16    |
| 4        | Сингапур  | 5      | 7       | 2      | 14    |
| 5        | Филиппины | 5      | 6       | 8      | 19    |
| 6        | Цейлон    | 0      | 1       | 0      | 1     |
| 7        | Индонезия | 0      | 0       | 5      | 5     |
| 8        | Бирма     | 0      | 0       | 3      | 3     |
| Всего    | Всего     | 57     | 57      | 55     | 169   |
| Источник |           |        |         |        |       |

Спортсмены из Афганистана, Непала и Таиланда не получили медалей.